# Kreuzberg-nyereg
A Kreuzberg-nyereg (németül: Kreuzbergsattel), vagy röviden csak Kreuzberg) egy 1074 m magas hágó a karintiai Gail-völgyi Alpokban (Gailtaler Alpen). A hágóban a 87 sz. főút halad, amely összeköti az északnyugaton, a Dráva-mentén fekvő Greifenburgot a délkeleten található Hermagor síközponttal, az azonos nevű kerület székhelyével.
Az 1919-ben Ausztriától Olaszországhoz csatolt dél-tiroli (vagy sexteni) Kreuzberg-hágótól való megkülönböztetés céljából ezt a hágót Karintiai Kreuzberg-hágónak (Kärntner Kreuzberg) is nevezik.

## Fekvése, környezete

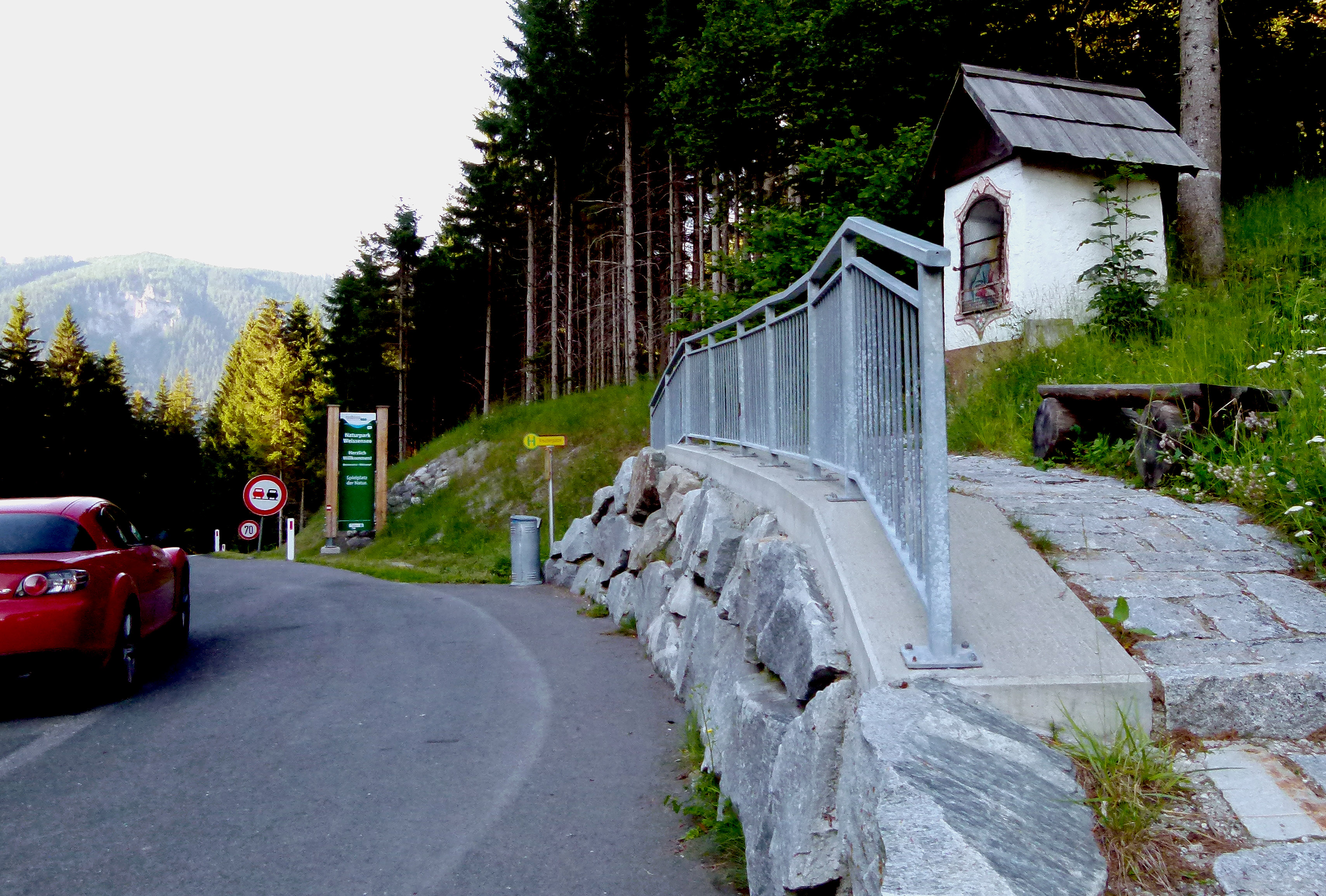
Emlékhely a Kreuzberg-hágón

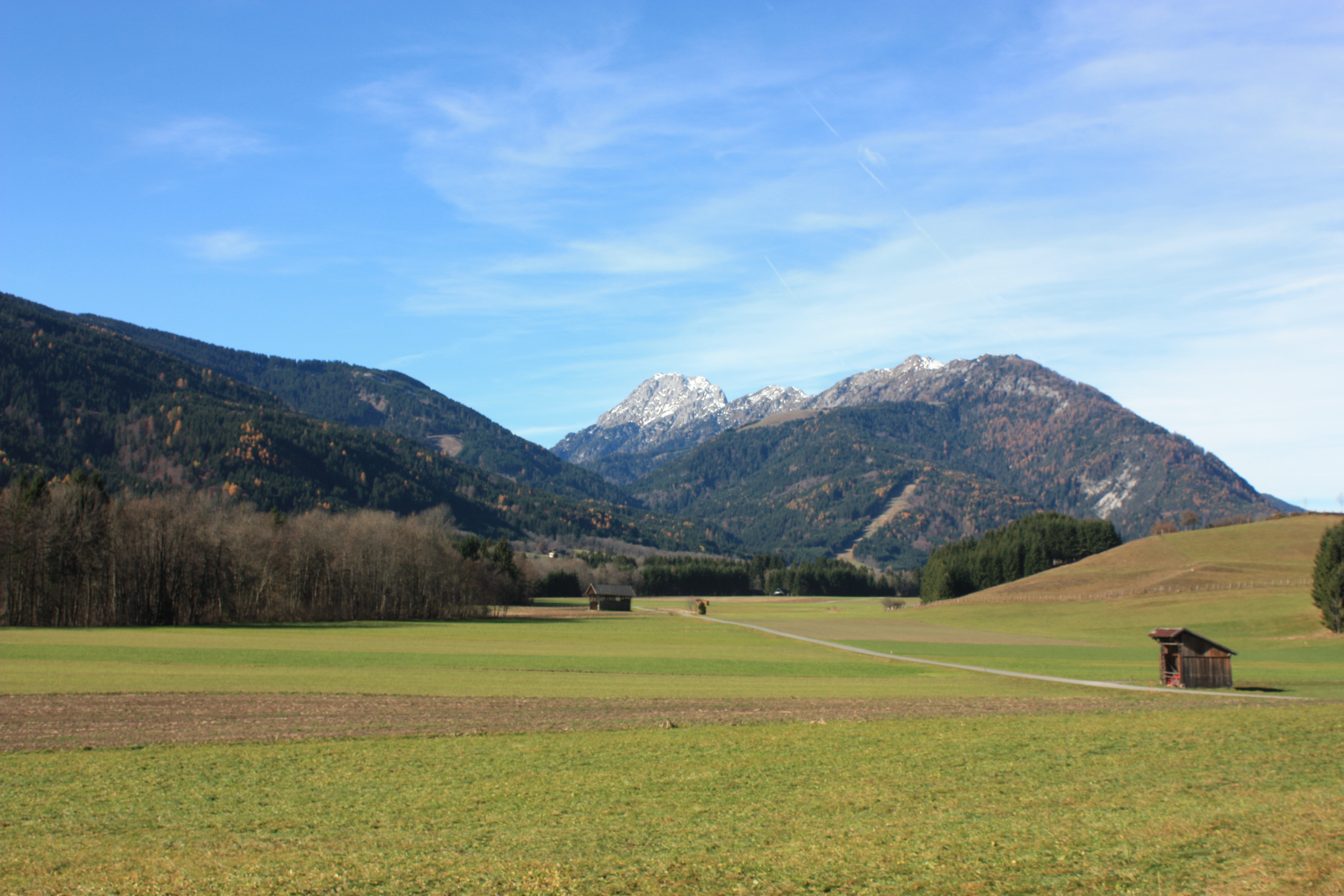
Délnyugati hágóút: Gitsch-völgy és a Reißkofel

A Gail-völgyi Alpok hegyvonulata „hosszában” (nyugat-keleti irányban) húzódik végig Felső-Karintián. A hegytömeg a nyugatra eső Oberdrauburg - Gailbergsattel (983 nm) - Kötschachtól a keleti Spittal a.d.Drau -Villach (A 10.) vonalig terjed. Ennek a hegységnek mintegy északkelet-északnyugat felezővonalán vezet a 87 sz. országos főútvonal (Bundesstraße), amely a felső Dráva-völgyet köti össze a vele párhuzamosan, délebbre futó Gail-völggyel. Az út a két völgyet elválasztó hosszú hegyhátra fut fel, a főgerinc irányával kb. 45°-os szögben keresztezve azt.
A 87-es út délkeleti végpontja Hermagor-Pressegger See (röviden Hermagor) község, ismert télisport-központ és forgalmas közlekedési csomópont, (közvetlen közeléből a Karni-Alpokon át három, Itália felé nyíló hágóval (Pöcklen-hágó, Nassfeld-hágó, Wurzen-hágó). A Kreuzberg-hágó teteje nem túl magas, a hágó útja alig 500 métert kapaszkodik a völgyben fekvő végpontokhoz képest. Ezért kis magassága és frekventált fekvése miatt már a történelem előtti időktől használták átkelőhelyként.
A hágóra északnyugatról feljövő útszakasz meredekebb, kanyargósabb, látványosabb. Az utat északi részén a karintiai Weißensee tóhoz Kavaltaron is átvezető út keresztezi, közelmúltban kialakított körforgalmi csomóponttal, felette a Goldeck (2139 m.) délen a 2371 magas, sziklás Reißkofel hegy szegélyezi. A jelenlegi úttal mintegy párhuzamosan fut a régi hágóút, s a hágószinten csatlakozik vissza. A szakasz a motorkerékpárosok kedvelt gyakorlatozó és versenyző terepe.
A hágóról délkeletnek lejövő útszakasz lankásabb, ez köti össze a 15 km hosszú Gitsch-völgy (Gitschtal) településeit (Weißbriach, St. Lorenzen im Gitschtal, stb.) a Gail-völggyel és Hermagor kerületi székhellyel.

## Történelme
Régészeti leletek tanúsága szerint a Gitsch-völgy már a történelem előtti időkben is lakott volt. 5. századi települések és erődítmények nyomait mutatták ki. A rómaiak kereskedelmi útvonalat építettek ki a Karni-Alokon, a Gail folyó völgyén, a Gitsch-völgyön és a Kreuzberg-nyergen át a Dráva völgye felé. A 12. századtól kezdve jelentős itt az Észak-Itáliával folytatott szarvasmarha-kereskedelem. A környék településein erődtemplomok és ellenőrző-vámszedő helyek épültek a kereskedelem ellenőrzésére és a rablótámadások ellen a hegyek természetes védelmének kiegészítésére.
1809-ben Napóleon csapatai keltek át a hágón és megszállták a környéket. A közeli Weißensee (tó) az aranypisztráng-állományáról nevezetes, az itteni pisztránghalászatról első ismert írásos említése 1485-ből való.

## Képgaléria

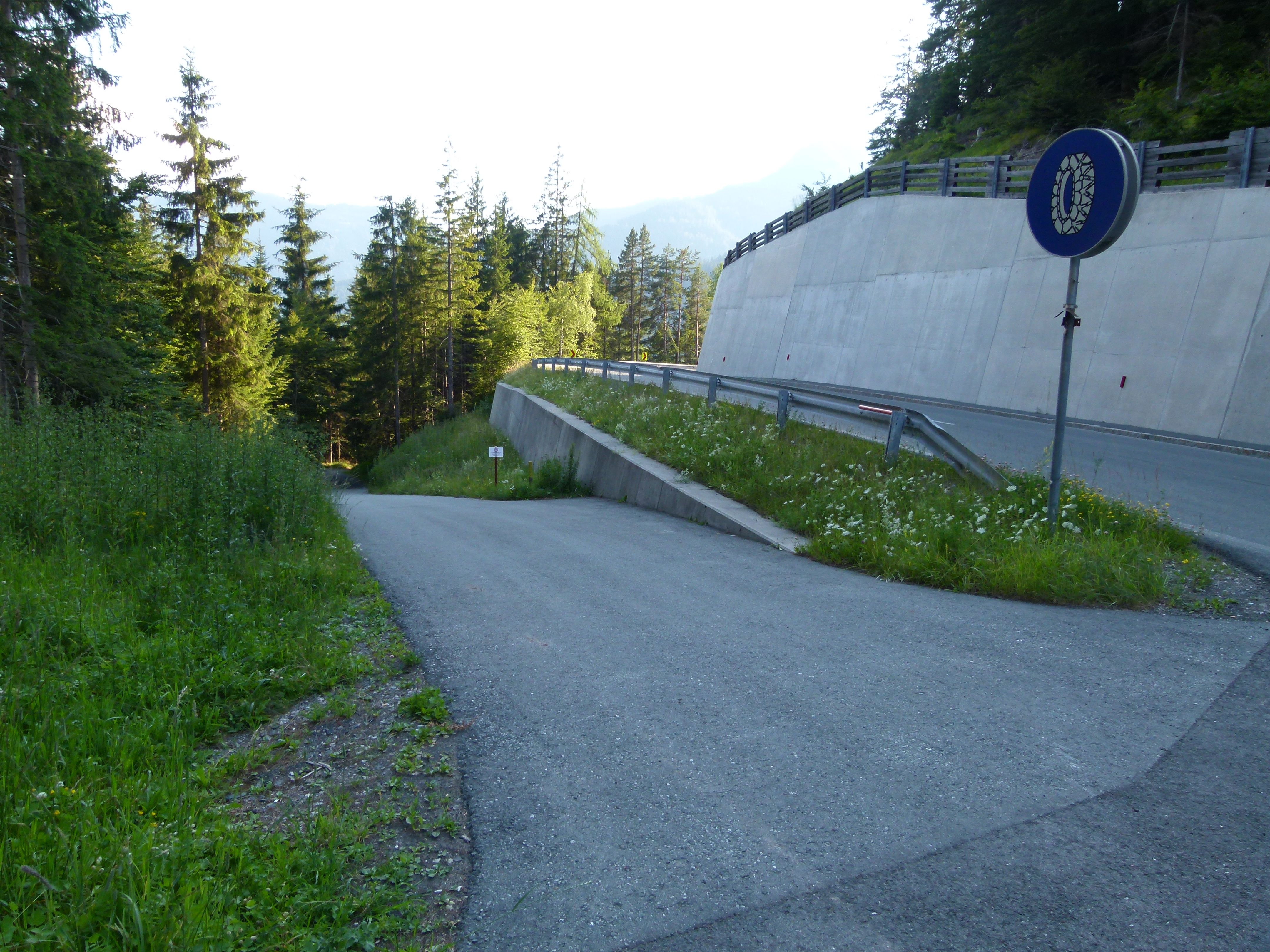
A régi hágóút kiágazása
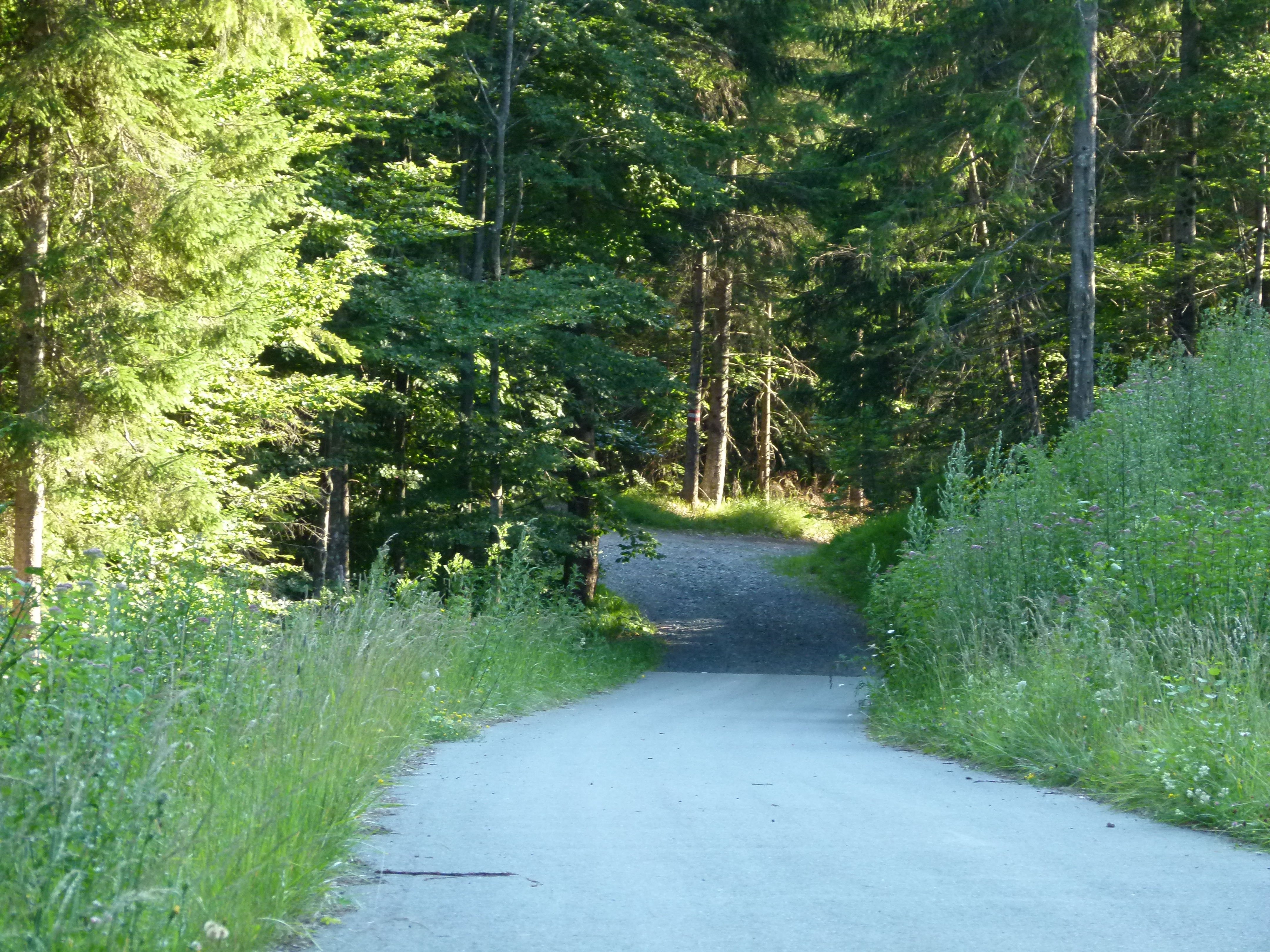
A régi hágóút kiágazása
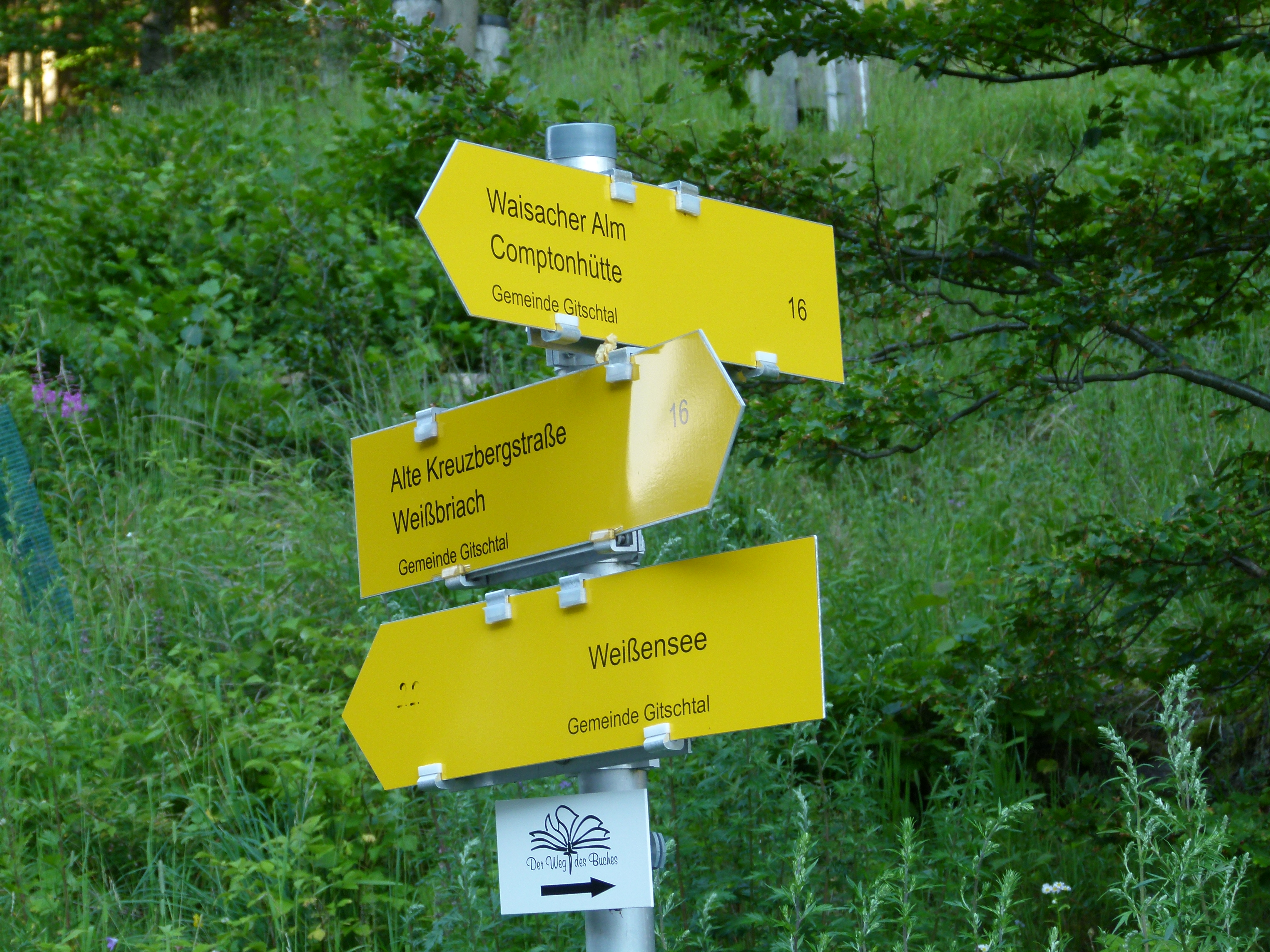
Útjelző a hágóban
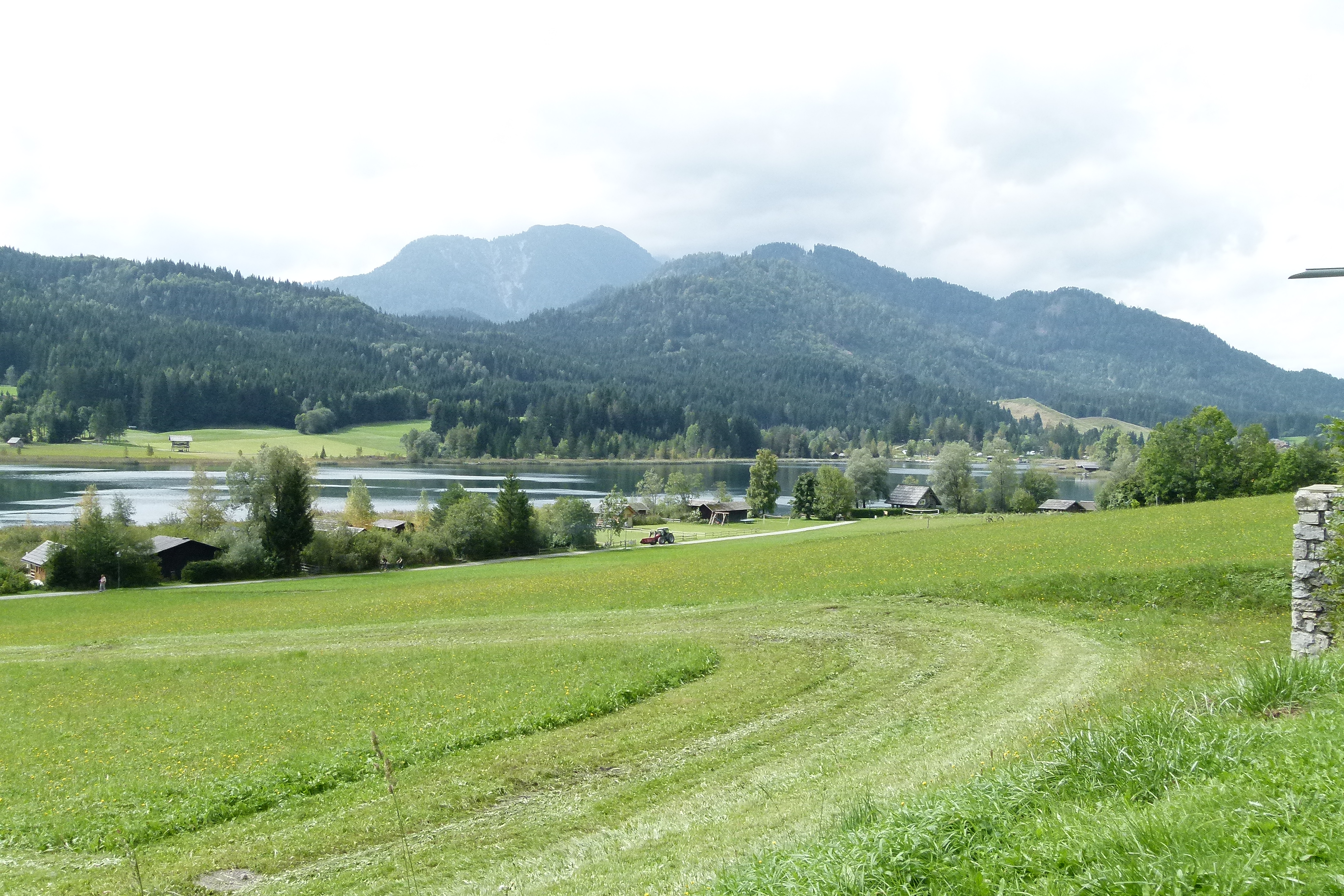
A Weisensee mellett
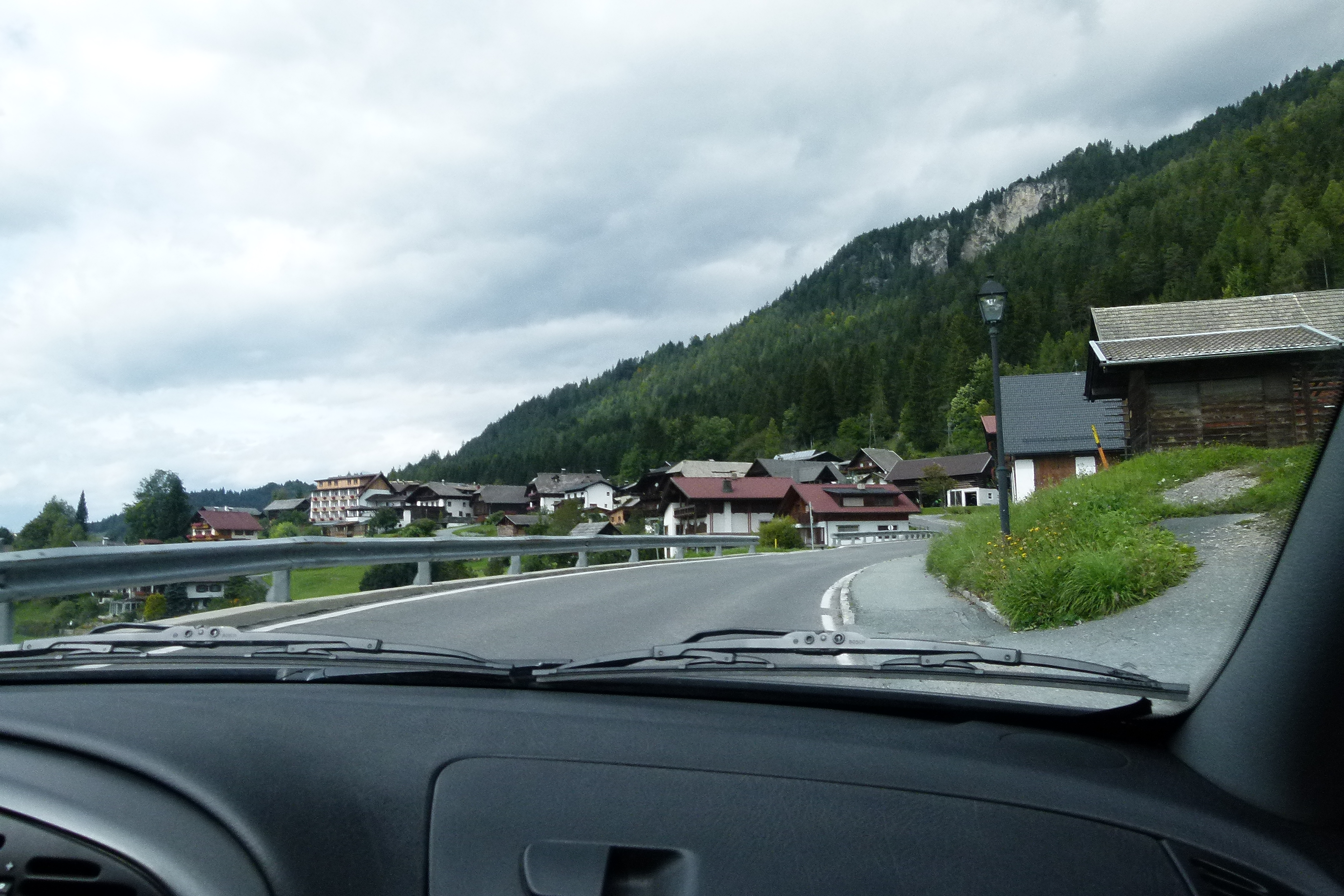
Weissensee_1
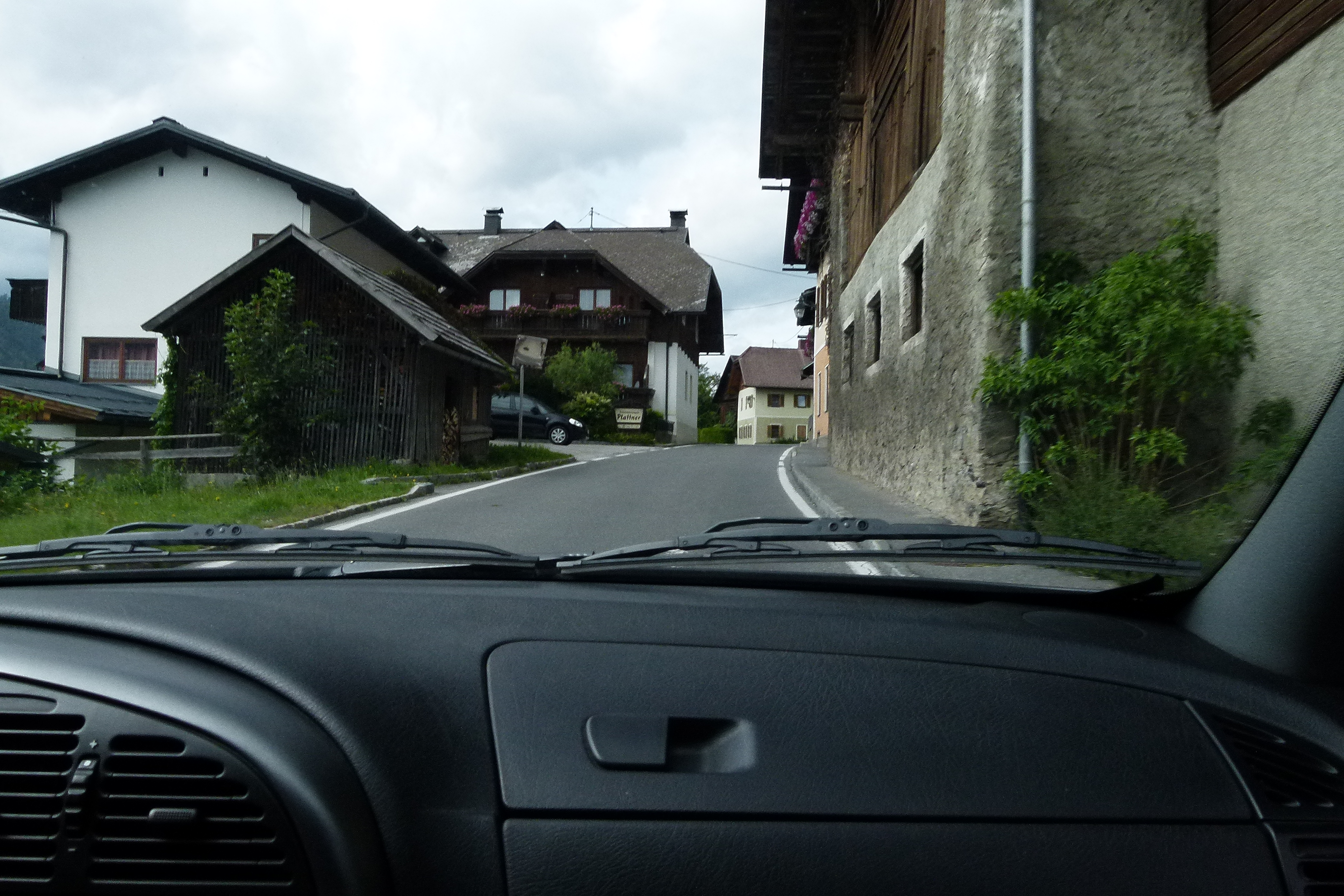
Weissensee_2
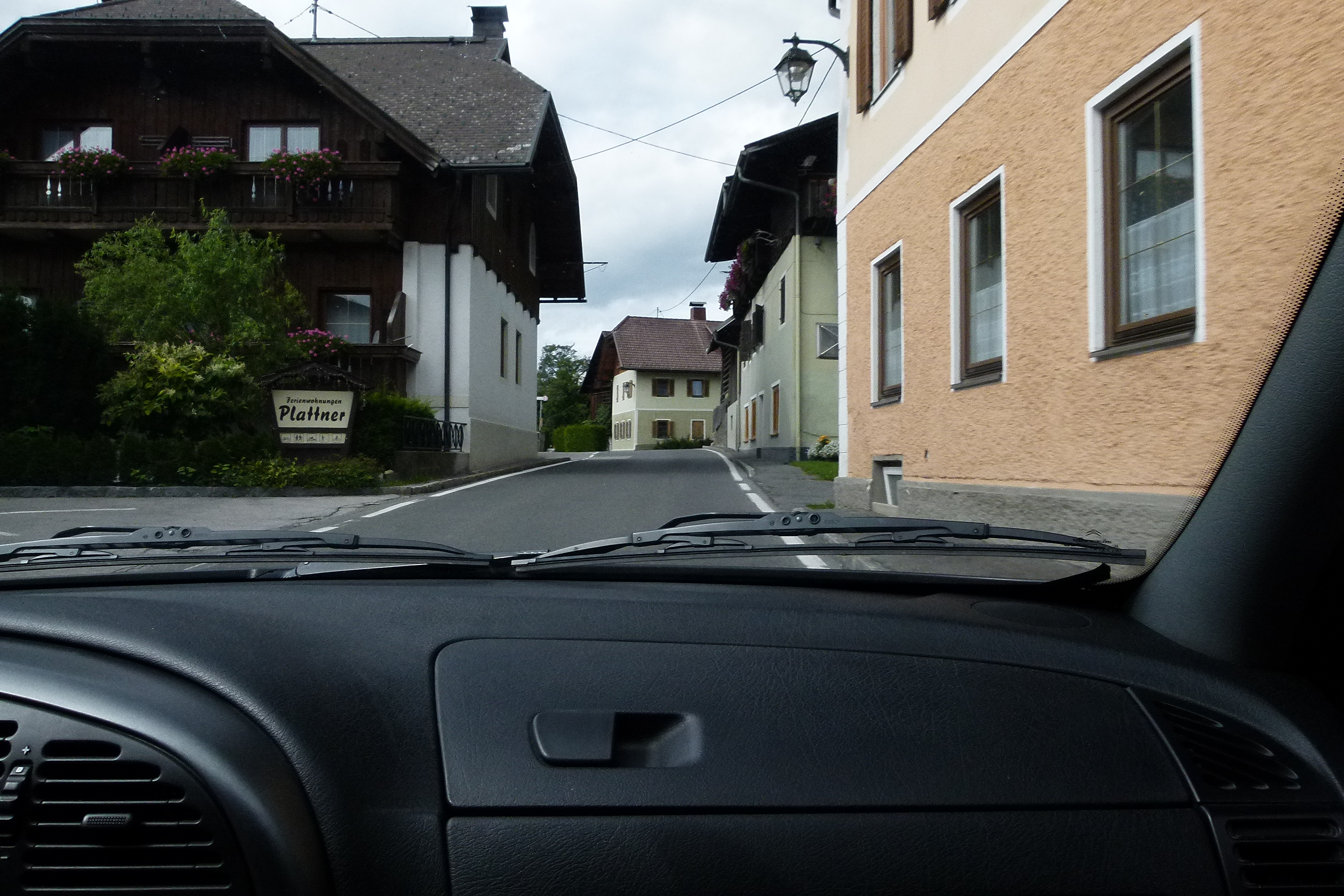
Weissensee_3
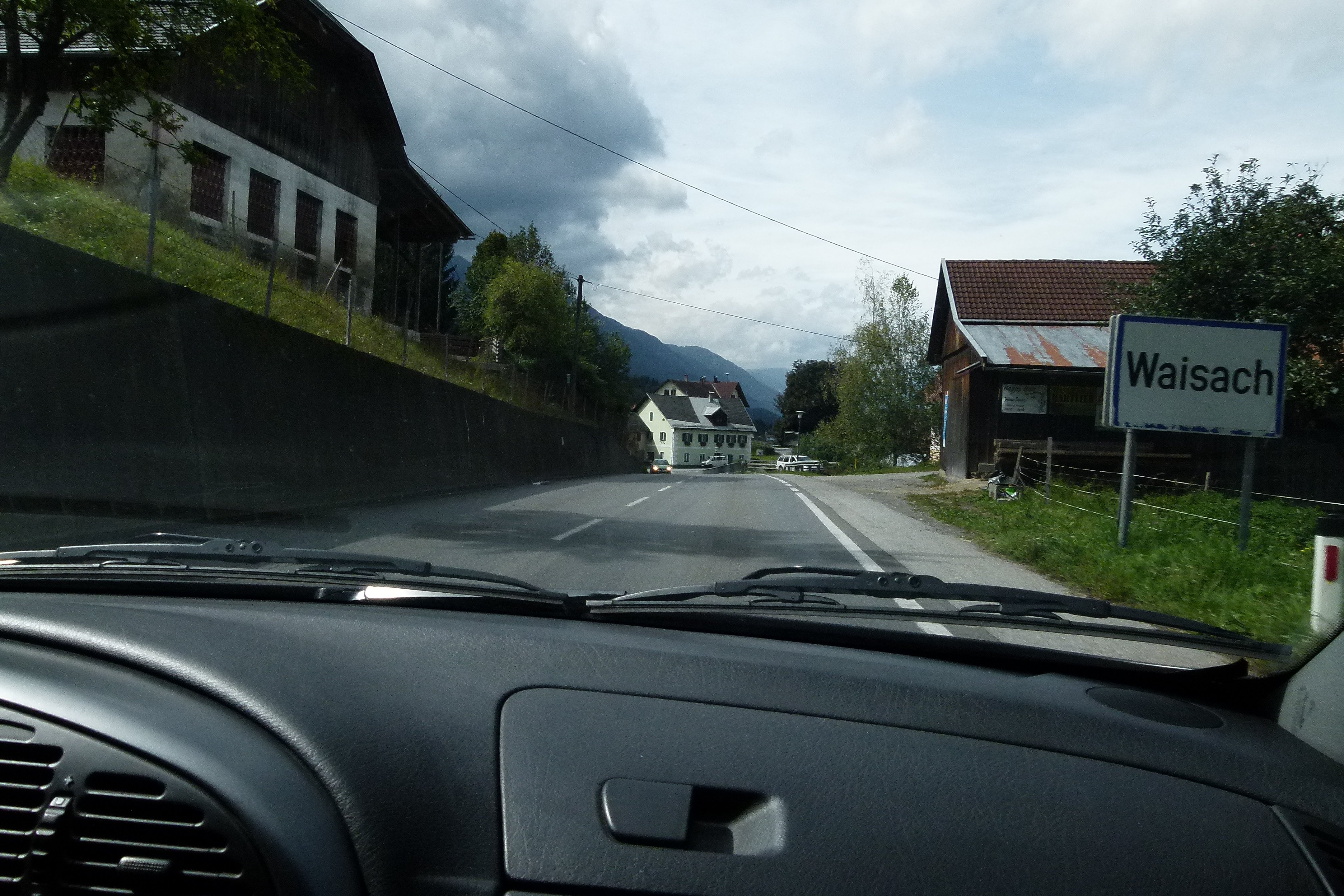
Északi hágóút
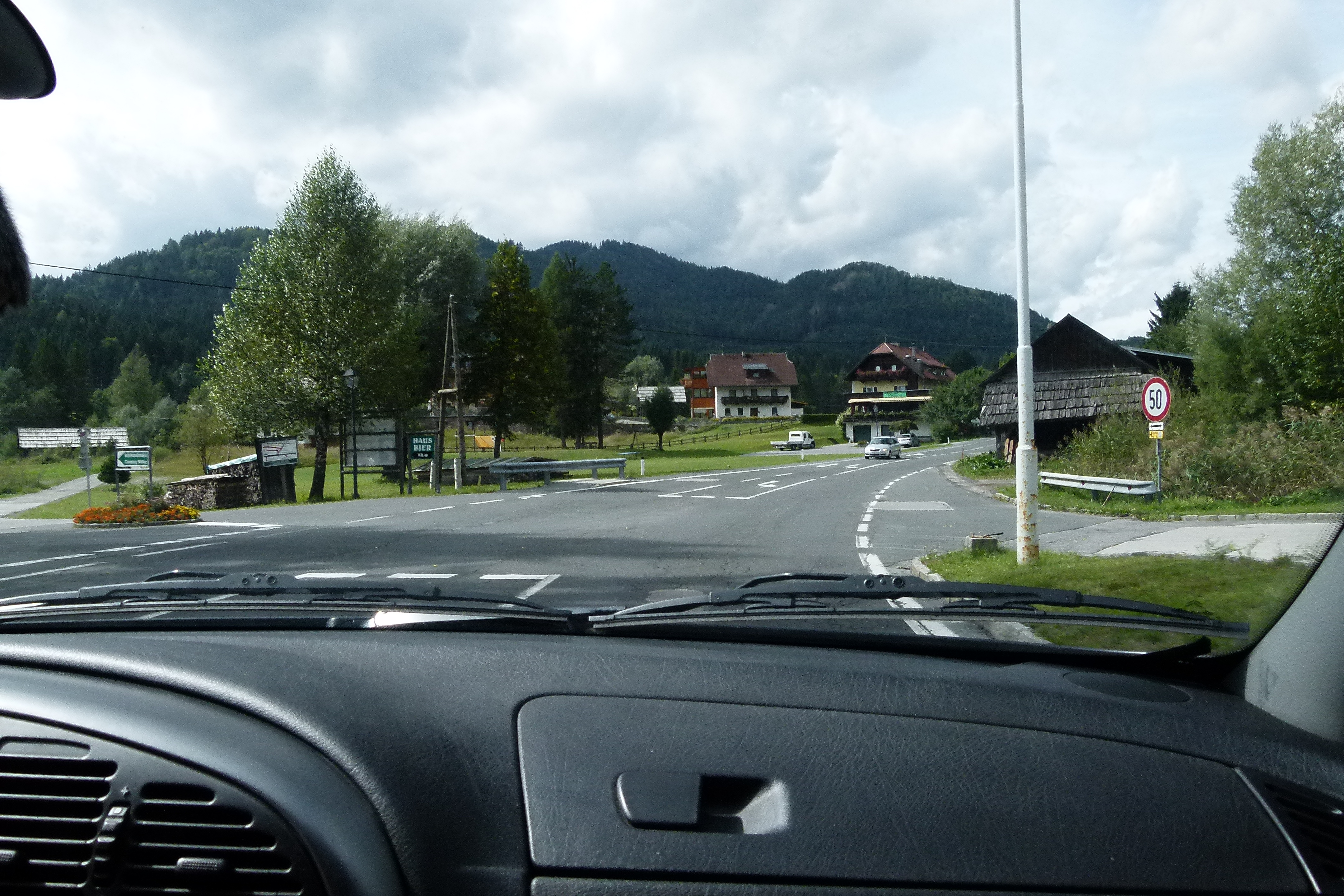
Északi hágóút
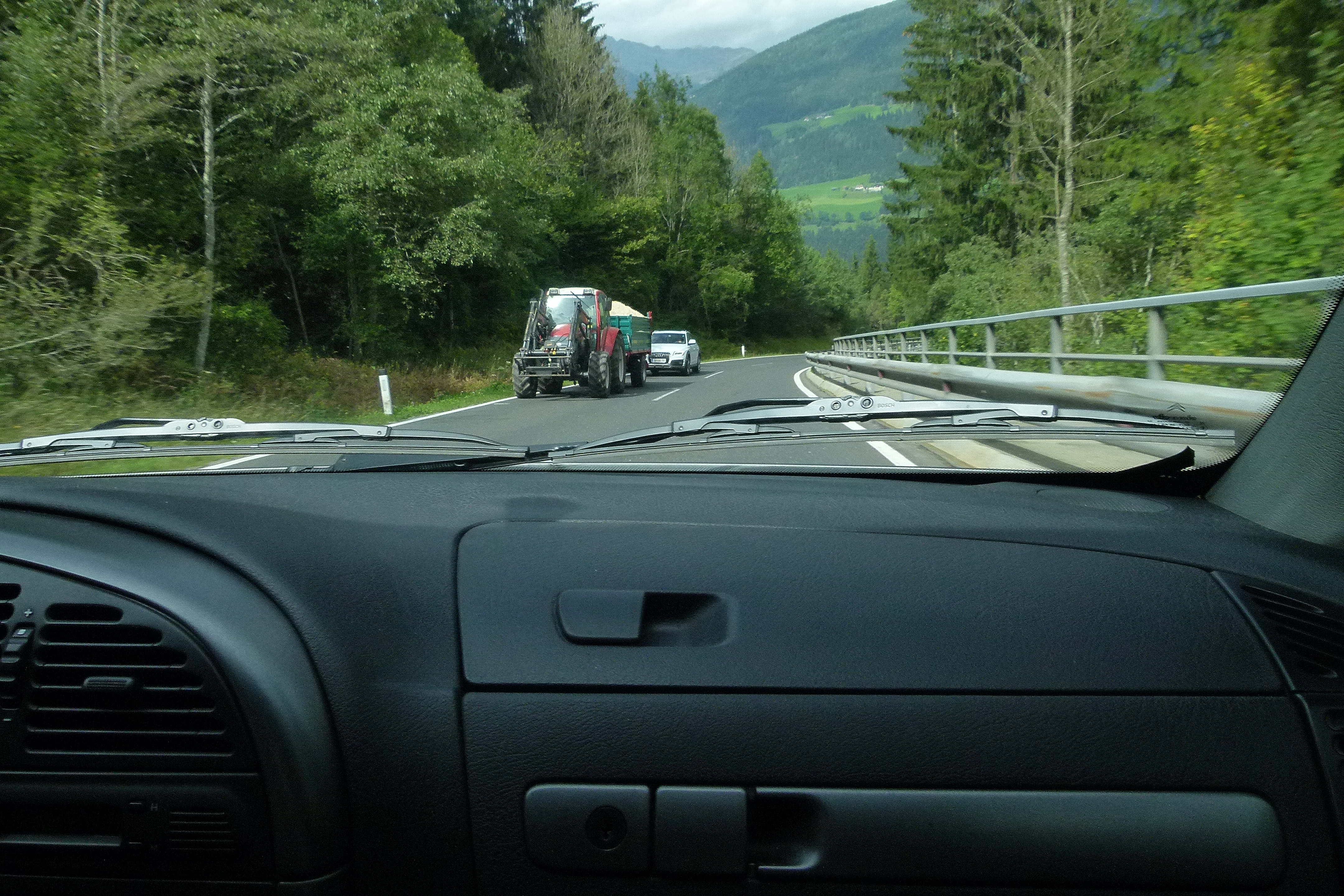
Északi hágóút: 15%

## Fordítás
- Ez a szócikk részben vagy egészben a Kreuzbergsattel című német Wikipédia-szócikk ezen változatának fordításán alapul.  Az eredeti cikk szerkesztőit annak laptörténete sorolja fel. Ez a jelzés csupán a megfogalmazás eredetét és a szerzői jogokat jelzi, nem szolgál a cikkben szereplő információk forrásmegjelöléseként.